# Bolho (localidade)
Bolho é uma povoação do Município de Cantanhede, no Distrito de Coimbra, em Portugal que foi sede da extinta Freguesia de Bolho.